# Rila Nationalpark
Rila Nationalpark (bulgarsk: Национален парк „Рила“) er den største nationalpark i Bulgarien, der spænder over et område på 810,46 km2 i Rila-bjergkæden i den sydvestlige del af landet. Den blev etableret den 24. februar 1992 for at beskytte flere økosystemer af national betydning. Dens højde varierer fra 800 m nær Blagoevgrad til 2.925 moh. ved bjerget Musala, den højeste top på Balkanhalvøen. Der er 120 gletsjersøer, herunder de fremtrædende syv Rila-søer. Mange floder har deres udspring i nationalparken, inklusive Maritsa-floden, der fører mest vand på Balkan, og floden Iskar der er den længste flod helt inden for Bulgarien.
Nationalparken har territorium i fire af landets 28 provinser: Sofia, Kyustendil, Blagoevgrad og Pazardzhik . Det omfatter fire naturreservater: Parangalitsa, Central Rila-reservatet, Ibar og Skakavitsa .
Rila National Park er blandt de største og mest værdifulde beskyttede områder i Europa. International Union for Conservation of Nature (IUCN) har opført parken som kategori II. To af de fire naturreservater er optaget på FN's liste over repræsentative beskyttede områder, og fire af naturreservaterne er inkluderet i World Network of Biosphere Reserves under UNESCOs Man and Biosphere Programme.
Parken falder inden for den terrestriske økoregion Rodope montane blandede skove i den palæarktiske tempereret løvfældende skov. Skove optager 534,81 km2 eller 66% af det samlede areal. Der er cirka 1.400 arter af karplanter, 282 arter af mosser og 130 arter af ferskvandsalger. Faunaen er repræsenteret af 48 arter af pattedyr, 99 arter af fugle, 20 arter af krybdyr og padder og 5 arter af fisk, samt 2.934 arter af hvirvelløse dyr, hvoraf 282 er endemiske.